# Storia della pubblicità in Italia
La storia della pubblicità in Italia copre un periodo di tempo che va dall'epoca romana a quella contemporanea.

## Prima della pubblicità
Nell'antica Roma, ciò che si avvicinava di più all'idea di pubblicità moderna era rappresentato dalle insegne. Le insegne venivano utilizzate dai negozianti per attirare i clienti e venivano posizionate fuori dalle botteghe o dalle bancarelle ambulanti. Potevano essere di vario tipo: in rilievo, dipinte o mosaico. Sulle insegne erano presenti iscrizioni per i passanti in grado di leggere o immagini simboliche facilmente comprensibili.
Durante il Medioevo e nei secoli successivi ci si è continuati a basare su queste tecniche, quindi si può parlare soltanto di “proto-pubblicità” e non di pubblicità vera e propria.

## Tra fine seicento ed inizio settecento
Grazie allo sviluppo delle tecniche di stampa, iniziano a diffondersi in questo periodo le "gazzette", ovvero settimanali contenenti notizie ed informazioni utili. È proprio su queste gazzette che compare la réclame, termine francese che indica la prima vera forma di pubblicità. La réclame si avvicina molto ad un testo giornalistico, privo di illustrazioni, con lo scopo di promuovere affari, compravendite, libri oppure farmaci.
Il primo annuncio pubblicitario italiano risale al 1691 ed è stato scoperto sul "Protogiornale Veneto Perpetuo", un almanacco veneziano. Questo annuncio è indirizzato alle signore veneziane benestanti e pubblicizza un costoso profumo, associandolo ad un personaggio di grande fama, come la regina di Ungheria o il profumiere del duca di Orleans. Questo prova che all'epoca la strategia pubblicitaria che impiega un testimonial, ovvero un personaggio famoso che presta la propria immagine per promuovere un prodotto, era già conosciuta ed utilizzata.

## Seconda metà dell'Ottocento
L'espansione economica iniziata dalla seconda rivoluzione industriale nella seconda metà dell'ottocento, determina un periodo di grande sviluppo per la réclame. In questo periodo i modi per diffondere la réclame sono 3:
- annuncio: solitamente scritto in forma testuale, è collocato nella quarta e ultima facciata di giornali quotidiani, settimanali economici, politici e religiosi. Da qui l'espressione "quarta pagina", che fino a metà Novecento viene usata come sinonimo di piccola pubblicità
- circolare a stampa: volantini e cataloghi consegnati a mano o tramite posta
- manifesto: la cromolitografia, una nuova tecnica di stampa, ne rende possibile la realizzazione a colori. I manifesti diventano il principale strumento per diffondere la réclame, poiché l'efficacia espressiva dell'immagine permette di raggiungere anche coloro che non sanno leggere

In questo periodo le grandi masse contadine iniziano ad abbandonare le campagne e a trasferirsi in città. Per questo motivo la pubblicità aumenta le proprie dimensioni e moltiplica i luoghi nei quali appare. Manifesti giganteschi, anche posizionati in modo orizzontale, iniziano ad essere appesi in posizioni strategiche, come sopra i mezzi pubblici, oppure lungo le strade più trafficate. Non è un caso che nel 1874 il Parlamento istituisca una tassa sulle affissioni
Nel 1863 nasce a Milano la prima concessionaria italiana di pubblicità, la A. Manzoni & C.. Tale società viene fondata dal farmacista bresciano Attilio Manzoni, il quale inizia a pagare un canone periodico per utilizzare gli spazi sui giornali italiani dell'epoca, per pubblicizzare i prodotti della propria casa farmaceutica e di quelli di aziende straniere. Per questo guadagna la loro rappresentanza esclusiva per l'Italia. L'importanza di questa azienda aumenta a tal punto che nel 1888 è la prima concessionaria a realizzare una campagna a livello nazionale (per le acque minerali di Fiuggi e Santa Caterina Valfurva).

## Novecento

### Inizio novecento
Nei primi anni del novecento ha inizio un periodo di sviluppo economico che determina un aumento dei consumi. Parallelamente anche la réclame vive un momento di innovazione. Le aziende più attive sono quelle farmaceutiche e i grandi produttori di saponi, cosmetici, vini e liquori. Subentra una nuova strategia: la pubblicità non serve più solamente a far ricordare la marca di un prodotto, ma ad esaltare le sue qualità. Di conseguenza il messaggio pubblicitario diventa meno immediato, ma più efficace. Studiosi ed accademici iniziano ad interessarsi al fenomeno, e nasce il termine "pubblicità".
Durante la prima guerra mondiale la propaganda bellica si ispira agli studi condotti in quel periodo sulla psiche umana, e cerca quindi di stimolare la parte istintiva degli individui. Ne sono esempio i manifesti volti a promuovere il consenso popolare o il finanziamento economico.
La fine del conflitto inaugura un periodo di prosperità economica. Le imprese comprendono l'importanza del marketing come strumento per la crescita della domanda di massa e nel 1922 nasce a Milano la prima agenzia pubblicitaria organizzata secondo criteri moderni, la ACME-Dal Monte.
In questo periodo inizia ad essere ampiamente usata la strategia del testimonial. I personaggi che si prestano a questo lavoro sono numerosi. Un esempio Gabriele D'Annunzio, il quale contribuisce a pubblicizzare diversi prodotti, tra i quali l'amaro Montenegro ("Il liquore delle virtudi") ed i biscotti Saiwa. Anche il movimento futurista italiano prende parte allo sviluppo del mondo pubblicitario. Primo tra tutti l'artista Fortunato Depero, che presta la sua creatività a tanti marchi famosi, tra cui Sanpellegrino, Alberti e Campari.
Un altro elemento centrale allo sviluppo della pubblicità è l'arrivo della radio. Nel 1924 nasce l'Unione radiofonica italiana (URI), che il 6 ottobre dello stesso anno dà inizio alle prime trasmissioni radio in Italia. Nel 1927 l'URI diventa EIAR, che nel 1944 sarà trasformata in RAI.
I primi messaggi pubblicitari trasmessi sono di interesse locale e fanno spesso uso di un linguaggio dialettale. Negli anni trenta la pubblicità radiofonica cambia: iniziano ad essere utilizzati slogan accompagnati da canzonette orecchiabili, che spesso riprendono i tormentoni del periodo. Il primo messaggio radiofonico con musica è quello del purgante Euchessina, passato nel 1927.

### Dal ventennio fascista al boom economico
Durante il ventennio fascista la pubblicità italiana interrompe bruscamente il suo sviluppo, a causa sia della politica di autarchia, sia della crisi economica e diventa strumento del regime. Benito Mussolini utilizza ripetutamente un linguaggio ispirato a quello pubblicitario, spesso a scopo propagandistico. In questi anni l'Italia è infatti invasa da simboli tipici della romanità (fascio littorio, aquila romana) e da slogan ("Molti nemici, molto onore", "Vincere e vinceremo"). Inoltre, Mussolini porta avanti una massiccia campagna pubblicitaria in linea con la sua politica nazionalista, volta a promuovere i prodotti italiani.
Dopo la seconda guerra mondiale la ricostruzione economica è estremamente faticosa. Il mondo dei consumi di massa non riesce ancora ad affermarsi in Italia: nel 1952 nelle famiglie operaie più della metà dello stipendio è spesa in cibo. Tuttavia, nonostante la situazione, il linguaggio pubblicitario inizia progressivamente a modernizzarsi: le illustrazioni lasciano il posto alla moderna fotografia e gli slogan diventano più efficaci e vicini al consumatore ("Assaggiatemi, diventeremo amici" -Biancosarti; 1946, "Come natura crea, Cirio conserva" - Pelati Cirio, 1952).
Nel decennio post-bellico in Italia convivono due mondi pubblicitari: da un lato le poche agenzie pubblicitarie sopravvissute alla seconda guerra mondiale, dall'altro le succursali delle multinazionali della pubblicità, soprattutto statunitensi, che iniziano ad insediarsi nella penisola. Le prime sono botteghe artigianali che si basano ancora in gran parte sull'intuizione e sulle trovate, mentre le seconde sono organizzate secondo una rigorosa cultura aziendale basata su strategie di marketing e ricerche di mercato. Chiaramente il modello americano andrà affermandosi sempre di più.
Il 3 febbraio 1957 la RAI inizia a trasmettere Carosello. Questo programma riscuote un enorme successo, al punto che alcuni suoi modi di dire o personaggi sono entrati nella cultura italiana (Calimero per il detersivo Ava, che cita il famoso slogan "E' un'ingiustizia però"). Il Carosello ruota attorno a scenette che hanno lo scopo di pubblicizzare un prodotto. La struttura di questi sketch è molto rigida: 105 secondi di puro intrattenimento, durante i quali il prodotto pubblicizzato non può essere presente, seguiti dal "codino", i 30 secondi puramente pubblicitari. Prima di essere trasmessa, ogni scenetta viene revisionata da un'apposita redazione RAI, che può modificarla se lo ritiene necessario. L'eccessiva severità di queste regole porta alla chiusura del programma nel 1977. Nonostante questo, lo stile del Carosello continuerà ad influenzare il modo di fare pubblicità in Italia.
Gli anni sessanta sono anni di espansione economica, come testimonia il fatto che nel decennio che va dal 1959 al 1969 l'Italia registra il maggior tasso di incremento medio annuo in termini reali degli investimenti pubblicitari (+ 11,2%), rispetto a Francia, Gran Bretagna, Giappone, Germania e Stati Uniti.

### Dagli anni settanta a fine secolo
Gli anni settanta sono anni di crisi. La crisi petrolifera del 1973 e le seguenti crisi economiche che ne derivano incrinano nelle aziende la fiducia in uno sviluppo costante. Il rapporto spesa pubblicitaria - Pil inizia a decrescere progressivamente fino ad arrivare nel 1976 al minimo storico (0.33%). Ma la crisi è anche ideologica. Sono gli anni di Piombo, durante i quali viene mossa una pesante critica nei confronti del capitalismo, ed i pubblicitari vengono additati come "servi del potere", in quanto responsabili di creare nelle persone bisogni fittizi.
In questo periodo così complesso, i pubblicitari assumono una posizione difensiva: negli annunci le componenti visive vengono minimizzate, lasciando il posto a testi lunghi e razionali. Le ideologie più in voga all'epoca, come l'emancipazione della donna, assumono grande rilievo nella pubblicità. Un esempio, lo slogan pseudo-femminista "Né strega, né Madonna. Solo donna" della linea di abbigliamento Cori.
Il target pubblicitario cambia ed i destinatari principali diventano i giovani. Di conseguenza la pubblicità diventa più allettante, iniziando ad impiegare chiare allusioni sessuali e donne ammiccanti ed aggressive, come la modella Solvi Stübing che sponsorizza la birra Peroni.
Nel 1976 una sentenza della Corte Costituzionale approva definitivamente la "libertà di antenna": le trasmissioni private vengono legalizzate, sancendo la fine del monopolio delle emittenti di Stato. Quattro anni dopo, nel 1980, Silvio Berlusconi realizza il primo network nazionale televisivo privato, con la creazione di Canale 5. La rapida diffusione delle TV private scatena una crescita esplosiva degli investimenti delle imprese italiane nella pubblicità. Nel 1981 vengono trasmessi in Italia 260 000 spot, mentre solo quattro anni dopo diventano 556 000. Nel 1986 nasce Auditel, un sistema che misura la quantità degli ascolti di ogni programma televisivo, su cui ancora oggi si basa il prezzo di vendita degli spazi pubblicitari.
La pubblicità trova il suo spazio nella televisione in nuovi e diversi modi. Mediaset introduce le telepromozioni, ovvero la pubblicità di un prodotto promossa nel corso di un programma dal conduttore stesso. Publitalia ed altre televisioni commerciali introducono l'interruzione dei programmi per la messa in onda di pubblicità. Di conseguenza il linguaggio pubblicitario diventa più immediato ed aggressivo. Si iniziano inoltre a trasmettere soap opera americane che prevedono già al loro interno spazi per interruzioni pubblicitarie.
A partire dalla fine degli anni ottanta, la RAI si avvicina progressivamente al modello di televisione commerciale portato avanti da Mediaset. Col passare degli anni si stabilisce in Italia il duopolio di queste emittenti televisive, ma la pubblicità resta un elemento cardine per la loro sopravvivenza.
In questi anni in Italia la marca industriale diventa estremamente importante per il consumatore. Questa da un lato permette di esprimere la propria condizione sociale, dall'altro è un punto di riferimento per i propri acquisti. Arriva così nelle aziende italiane la figura dello strategic planner, che si occupa di gestire l'immagine della marca, attraverso una profonda conoscenza del consumatore. Gli anni ottanta sono l'epoca del culto della perfetta forma fisica e il ruolo centrale che assume il corpo sul piano sociale si riflette anche nella pubblicità. Compaiono annunci per l'intimo maschile; i modelli sono sempre più svestiti e gli slogan sempre più ammiccanti, spesso basati su evidenti doppi sensi.
All'inizio degli anni novanta la pubblicità vive l'ennesimo periodo di crisi. Dopo 19 anni di boom economico, nel 1993 il paese entra in recessione. La crisi economica dilaga e molti consumatori, non disponendo più di un ampio budget, ripiegano sulla scelta di prodotti non di marca. Proprio in questo periodo iniziano a diffondersi gli hard discount, negozi che vendono prodotti di marche poco conosciute a prezzi economici.
Per contrastare questo momento di difficoltà, le aziende investono in campagne pubblicitarie volte a esaltare la qualità della propria marca, mostrando le ricerche, gli investimenti e l'innovazione tecnologica che si celano dietro ad un determinato prodotto.
In questo periodo in Italia coesistono due tipologie di pubblicità completamente differenti. Da un lato, le coinvolgenti campagne pubblicitarie di aziende internazionali come Nike, Adidas, Coca-Cola, Pepsi, Ikea. Dall'altro lato le campagne interamente italiane, basate spesso sulla strategia del Carosello: catturare lo spettatore attraverso divertenti scenette e tenerlo incollato fino alla fine, per poi presentare rapidamente il prodotto. Questi due modi di fare pubblicità hanno ben poco in comune: le grandi marche internazionali capiscono l'importanza di un linguaggio universale, che coinvolge culture differenti, mentre in Italia sono i dialoghi e le battute verbali che continuano ad avere un ruolo cardine. Molto spesso le campagne pubblicitarie italiane utilizzano infatti testimonial, corpi nudi maschili o femminili e tormentoni musicali per mascherare la carenza di idee.
Ovviamente ci sono delle eccezioni, come l'azienda di abbigliamento Diesel che grazie ad una studiata strategia promozionale riesce a distinguersi sul mercato internazionale, ed a ricevere nel 1997 il Grand Prix del Festival della Comunicazione Pubblicitaria di Cannes.

## Anni duemila
In questi ultimi anni la frammentazione dell'audience su media sempre più numerosi (Internet, telefoni, computer, televisioni) ha rivoluzionato profondamente le strategie pubblicitarie. Lo scopo delle aziende è diventato trovare un modo efficace per declinare lo stesso messaggio su media diversi, senza comprometterne l'efficacia. In Italia continuano a funzionare spot televisivi semplici e divertenti, come la serie ideata dal Mulino Bianco, avente come protagonista l'attore Antonio Banderas nei panni di un mugnaio costretto a dialogare con una gallina.